# Karel Duda
Karel Duda (31. května 1926, Lom u Mostu – 21. června 1998, Praha) byl československý diplomat. Jako člen KSČ působil řadu let na ministerstvu zahraničí, v letech 1963–1969 byl československým velvyslancem v USA. Kvůli svým politickým postojům byl za normalizace propuštěn z diplomatických služeb a pracoval jako podnikový právník. V roce 1989 byl rehabilitován a v letech 1990–1992 byl posledním československým velvyslancem ve Velké Británii.

## Životopis
Pocházel z rodiny důstojníka československé armády, studoval gymnázium a na konci druhé světové války byl krátce vězněn (1944–1945). Po válce studoval na Univerzitě Karlově (1945–1950) a byl promován jako doktor práv. Již během studií pracoval v účtárně Zemského finančního ředitelství v Praze, mezitím vstoupil do KSČ od roku 1949 pracoval na mezinárodním odboru ministerstva financí. V červenci 1954 vstoupil do diplomatických služeb a začínal na Americko-britském odboru ministerstva zahraničí. V letech 1956–1959 byl velvyslaneckým tajemníkem a zástupcem velvyslance v USA, poté v letech 1959–1963 vedl americké oddělení na ministerstvu zahraničí. V letech 1963–1969 byl československým velvyslancem v USA. Pověřovací listiny předal prezidentu Kennedymu 13. listopadu 1963 a krátce poté po atentátu na Kennedyho zastupoval Československo na prezidentově státním pohřbu (spolu s Jiřím Hájkem, který byl tehdy stálým zástupcem u OSN). V šedesátých letech došlo k oživení vzájemných vztahů mezi USA a Československem, což se změnilo po okupaci v roce 1968. Karel Duda byl kvůli svým protisovětským postojům z Washingtonu odvolán v říjnu 1969 a o rok později mu byl ukončen zaměstnanecký poměr na ministerstvu zahraničí. Poté pracoval jako podnikový právník (Triga Horní Počernice, Inženýrské a průmyslové stavby Praha). Po Sametové revoluci byl rehabilitován a v únoru 1990 byl znovu přijat na ministerstvo zahraničí jako jediný z bývalých velvyslanců ze šedesátých let. V letech 1990–1992 byl československým velvyslancem ve Velké Británii, poté odešel do důchodu.

## Galerie

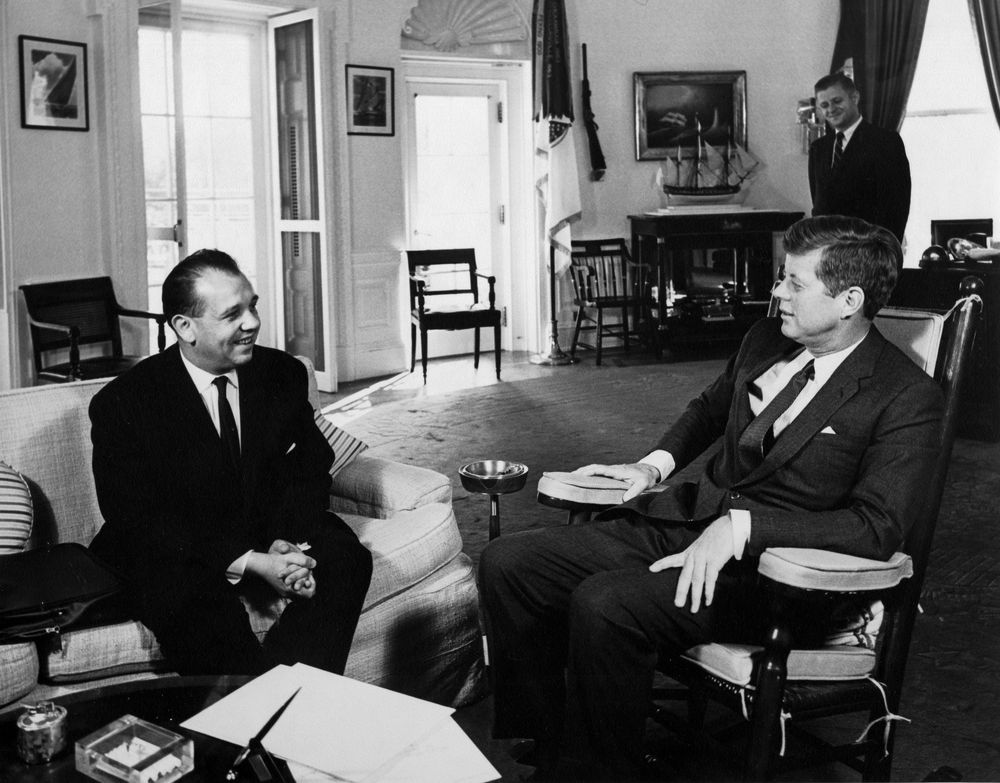
Velvyslanec Karel Duda s prezidentem Kennedym při předání pověřovacích listin v Oválné pracovně 13. listopadu 1963
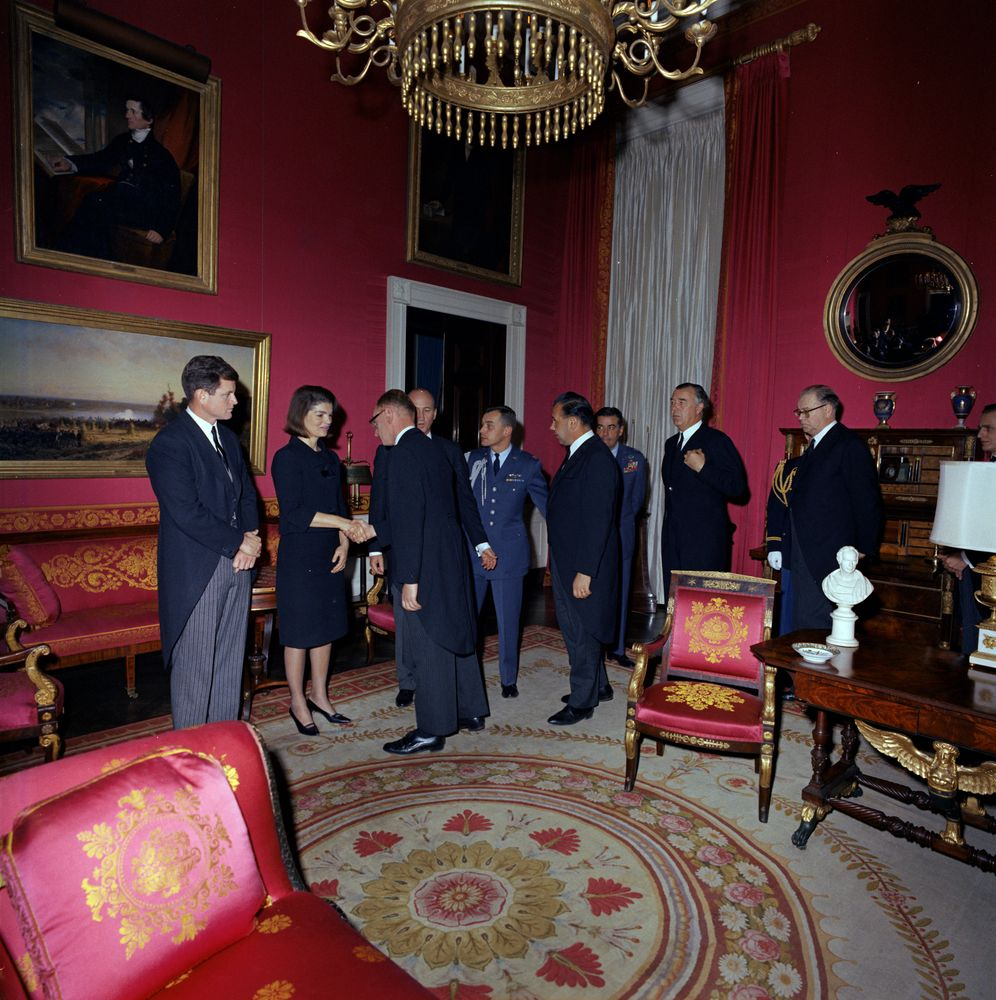
Kennedyho státní pohřeb 25. listopadu 1963, Jiří Hájek kondoluje Jacqueline Kennedyové, následován Karlem Dudou
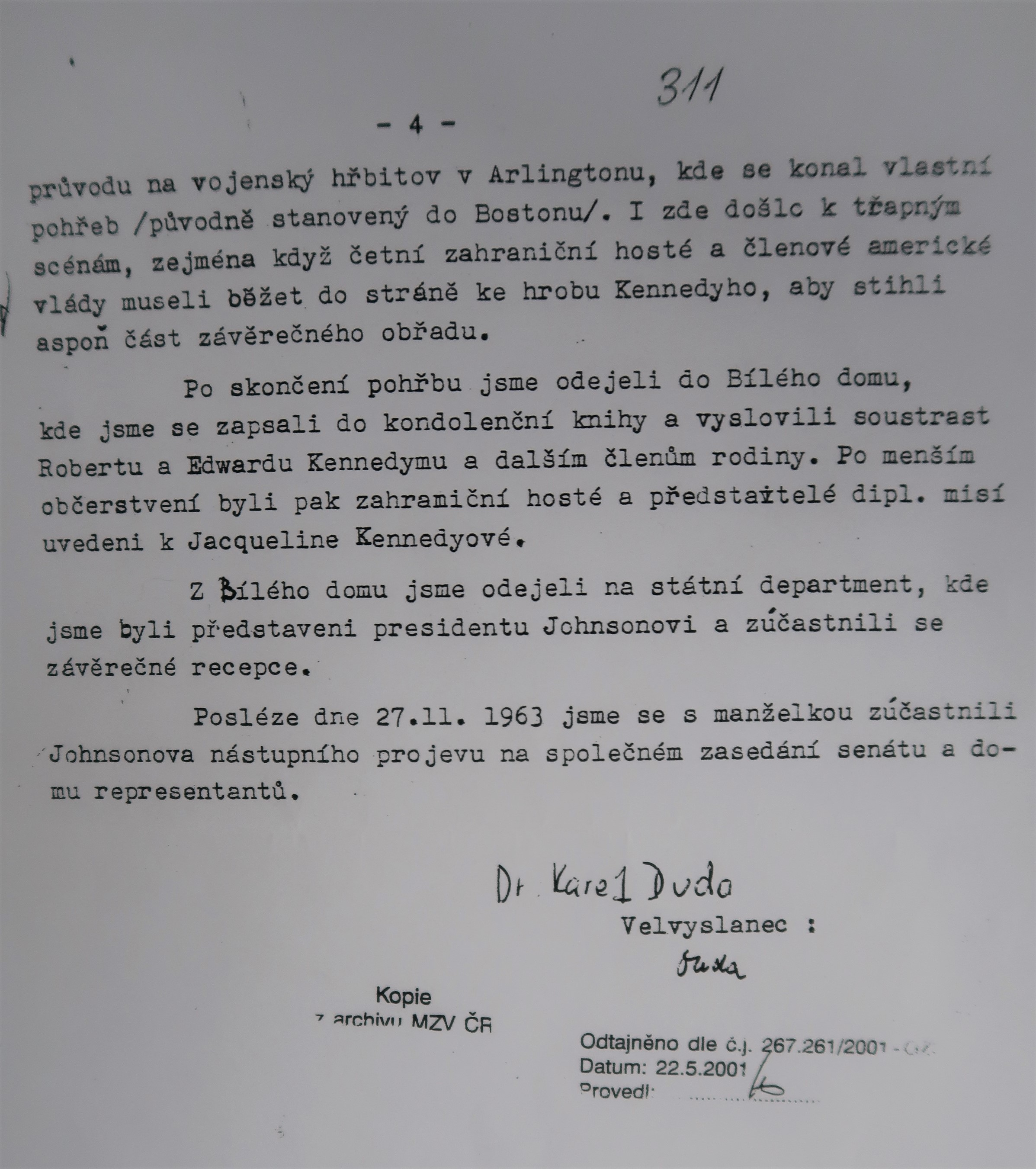
Poslední strana diplomatické relace o průběhu Kennedyho pohřbu s podpisem Karla Dudy